# Бромид титана(II)
Бромид титана(II) — бинарное неорганическое соединение, соль металла титана и бромистоводородной кислоты с формулой TiBr2, чёрные кристаллы.

## Получение
- Диспропорционирование при нагревании бромида титана(III):

{\displaystyle {\mathsf {2TiBr_{3}\ {\xrightarrow {450^{o}C}}\ TiBr_{2}+TiBr_{4}}}}

## Физические свойства
Бромид титана(II) образует чёрные кристаллы.

## Химические свойства
- Диспропорционирует при нагревании:

{\displaystyle {\mathsf {2TiBr_{2}\ {\xrightarrow {T}}\ TiBr_{4}+Ti}}}